# 人工陰莖植入術
人工陰莖植入術，是常見的泌尿外科手術程序，主要用於治療終末期勃起功能障礙和難治性Peyronie病（陰莖內瘢痕組織積聚），而不是普遍人們認定的擴大術，其實植入陰莖假體之後，性交時，陰莖海綿體體積稍減 。將兩根人工桿植入陰莖海綿體中以提供足夠的硬度。現代陰莖植入物是在20世紀70年代引入的。雖然有許多不同類型的植入物，但大多數屬於兩類：可塑式和充液式。

## 可塑式陰莖假體
陰莖假體是經由多種方法植入陰莖的海綿體中的一組桿，手術方式諸如龜頭冠狀溝後切開術，恥骨部切開術和陰莖陰囊交界切開術等方法。人工陰莖桿堅硬，但是可以手動調節，如調整到患者需要的位置，即能善盡性交的目標。

## 手術過程
人工陰莖桿，被精確地容納在陰莖海綿體中，即置入陰莖龜頭中點的海綿體近端和陰莖腳底部的海綿體遠端。植入後骨盆放射線圖，顯示植入的人工陰莖桿與骨盆的坐骨結節 (Ischial tuberosity)間有0.2-0.5公分的清晰空間（圖1）。陰莖下垂部分，陰莖海綿體內樑(Intracavernosal pillars)分佈在2或10至6點位置，將陰莖海綿體分成四個房間，人工陰莖桿精準置入在上面的兩個房間中（圖2）。在人工陰莖植入患者中，如再使用他法，或許可以增加陰莖長度（圖3），也可以增強陰莖頭的直徑（圖4）。

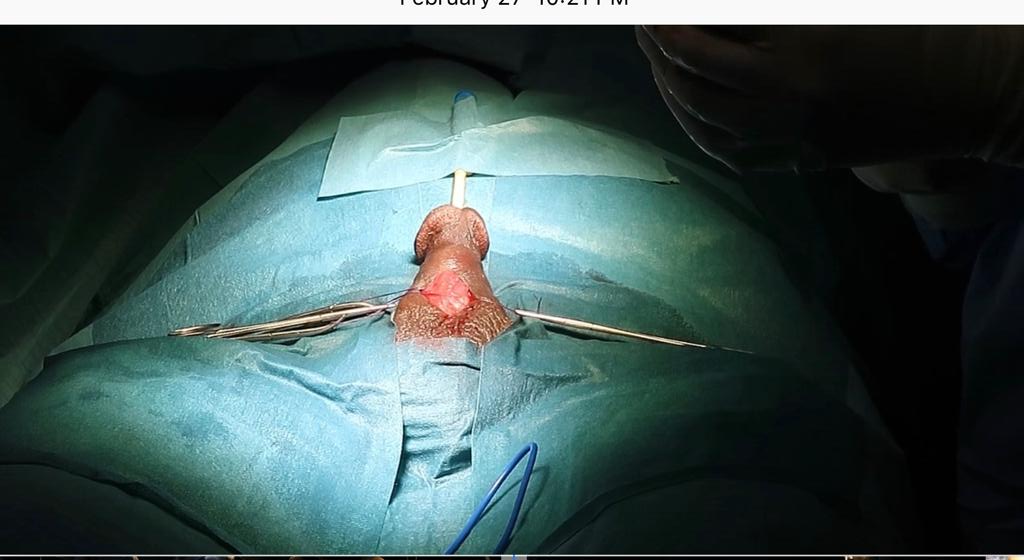
Penile Implant Surgery Figure 7. 陰莖植入手術，切割最小。

## 充液式陰莖假體
最近開發的可充液式陰莖植入物（圖5），使用泵系統。植入下腹部的小水庫中的鹽水通過手動壓力泵移動到小泵中，該小泵與安全閥一起位於陰囊中。然後將鹽水泵入植入陰莖桿中的雙側腔室，來取代非功能性或功能最低的勃起組織，手操作會產生勃起。然而，陰莖的龜頭仍未受影響。百分之九十到百分之九十五的患者，接受充液式人工陰莖植入後，能達成適合性交的勃起。在美國，可充液式已經在很大程度上取代了可塑式假體。總之，流體式陰莖海綿體被機械式桿代替，該機械桿具有可延展性或可膨脹性（圖6），不論屬於那一種，人工陰莖植入後，假體主要受雙層白膜的保護，特別是較強的外縱向層，並且由於龜頭中有遠端韌帶(Distal ligament)而保留射精能力。在陰莖植入手術中，通過一般全身或局部麻醉可以實現最小切割（圖7）。